# Michèle Leduc
Michèle Leduc (* 17. Mai 1942) ist eine französische Physikerin.

## Werdegang
Michèle Leduc hat von 1961 bis 1965 an der École normale supérieure de jeunes filles studiert. Sie promovierte 1972 mit einer von Jean-Claude Lehmann und Jean Brossel betreuten Dissertation an der École normale supérieure. Von 1969 bis zum Ende ihrer aktiven beruflichen Laufbahn ist sie als Mitglied des CNRS am Laboratoire Kastler Brossel tätig, von 1994 bis 1999 als dessen Direktorin. 2005 wird sie zur directrice de recherche de classe exceptionelle ernannt. Mittlerweile ist sie directrice de recherche émérite am CNRS.
Von 2006 bis 2009 war sie Präsidentin der Société française de physique, anschließend Präsidentin der Fédération française des sociétés scientifiques, deren Gründungsmitglied sie 2009 war.
In ihrer wissenschaftlichen Arbeit hat sich Michèle Leduc hauptsächlich mit Atom- und Molekülphysik, insbesondere mit der Spinpolarisation in Helium-3 sowie dem Laserkühlen und der Bose-Einstein-Kondensation von metastabilem Helium, sowie der Anwendung von spinpolarisiertem Helium-3 in Teilchenphysik und Medizin beschäftigt.

## Werke
Michèle Leduc hat etwa 100 Artikel in wissenschaftlichen Fachzeitschriften wie Physical Review Letters, Journal de physique, Laser physics oder The Lancet und zahlreiche populärwissenschaftliche Beiträge für ein breiteres Publikum publiziert. Sie ist Inhaberin von 3 Patenten.

## Auszeichnungen (Auswahl)
- 1998: Körber-Preis für die Europäische Wissenschaft für ihre Arbeiten zur Kernspintomographie mit Helium-3 in der Lungendiagnostik
- 2007: Officier der Ehrenlegion
- 2009: Irène-Joliot-Curie-Preis als Wissenschaftlerin des Jahres
- 2010: Komtur des Ordre national du Mérite
- 2014: Kommandeur der Ehrenlegion